# Klabböle
Klabböle är en småort strax utanför Umeå, belägen på den södra sidan av Umeälven. Tillsammans med Nerbyn utgör Klabböle den by som benämns Klabböle. 

## Historia
Byns namn är känt sedan 1531 och är troligen bildat av mansnamnet Klave.
Laxfisket i Klabböleforsen hörde på 1500-talet till kronan. Drottning Kristina skänkte det 1653 till Magnus Gabriel De la Gardie, och genom byteshandel tillföll det landshövding Johan Graan.
På 1500-talet anlades också en skvaltkvarn i forsen, samt en av Umeå sockens fyra dåtida bondesågar.

## Orten
Utloppstunneln från Stornorrfors mynnar ut i Umeälven bara några hundra meter öster om Klabböle kraftverksmuseum.
En hängbro, Notvarpsbron, går från Klabböle till Baggböle på andra sidan Umeälven.
Klabböle utgör tillsammans med Norrfors ett område av riksintresse för kulturmiljövården.
I Klabböle finns vad som troligen är Umeå kommuns äldsta björk.

## Klabböle kraftverk
År 1898 beslöt Umeå stad att bygga ett vattenkraftverk i Klabböleforsen för att tillgodose den ökade efterfrågan på elektricitet. Ritningarna upprättades av turbinkonstruktörsfirman Qvist & Gjers i Arboga. Maskinbyggnaden blev ett rödfärgat trähus med vitmålade snickerier, placerat på en hög mur av natursten. Under 1909 påbörjades en utbyggnad som utformades av Axel Rudolf Bergman. ”Det nya verket” av tegel och betong stod klart den 28 maj 1910. Mindre utbyggnader gjordes 1914 och 1932. Kraftverket i Klabböle stod för merparten av elförsörjningen till Umeå stad fram till 1958, då det nyanlagda Stornorrfors kraftverk togs i drift. Därefter revs det nya verket, men det gamla står kvar och ingår som kraftverksmuseum i Umeå Energicentrum.

## Bilder

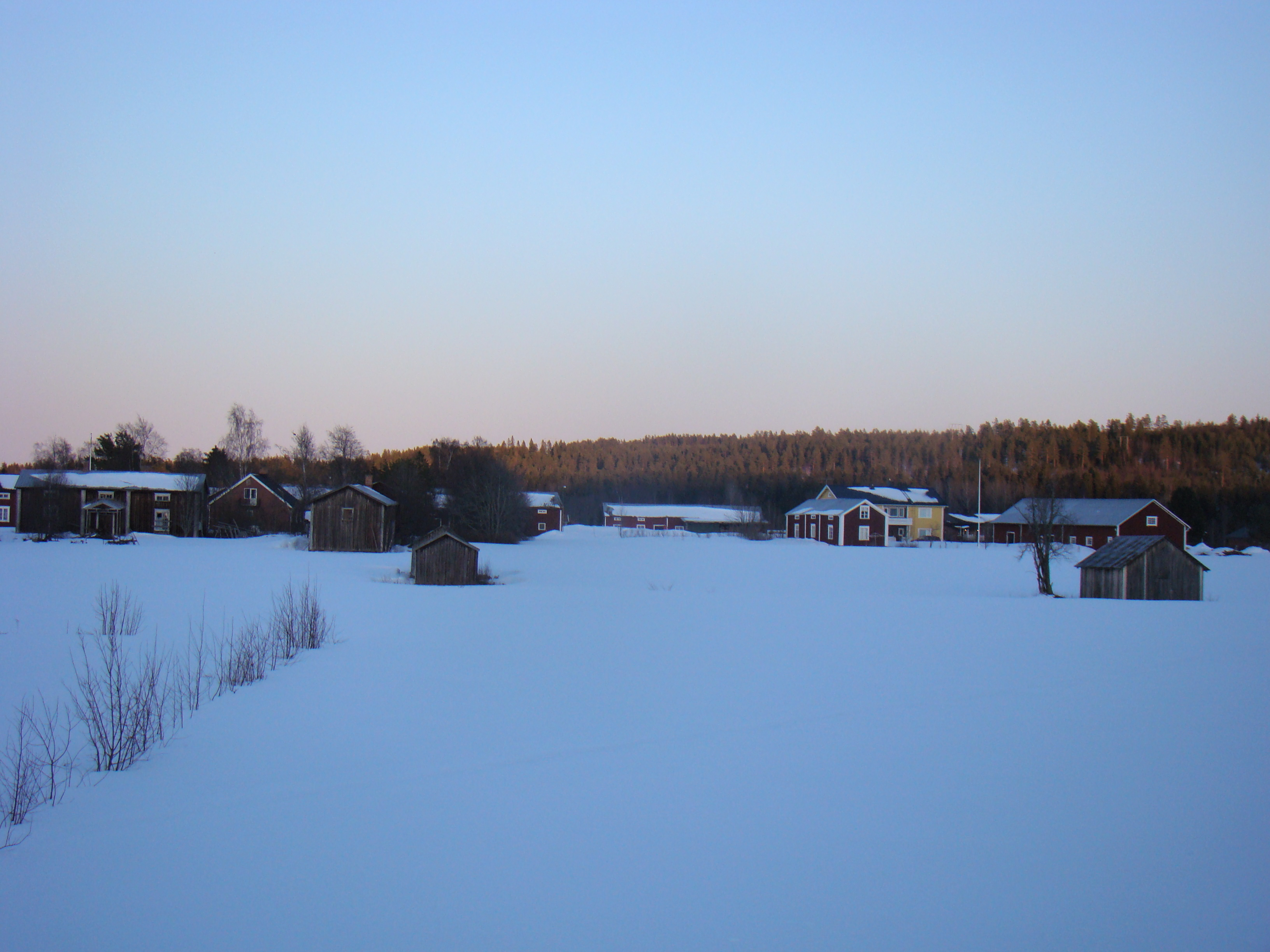
Hus i småorten Nerbyn sett från småorten Klabböle.
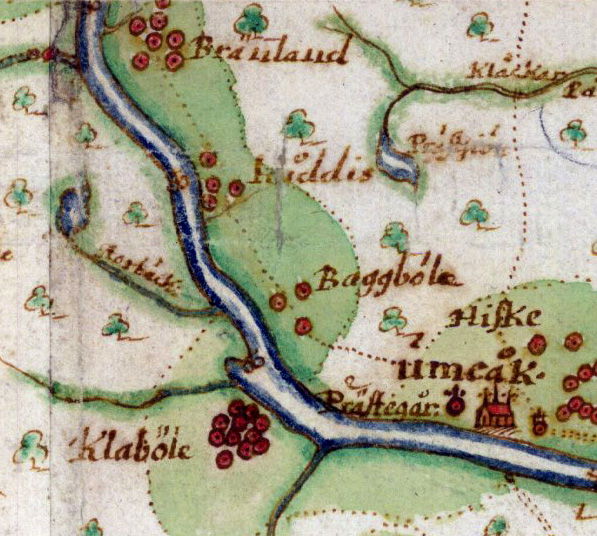
Utsnitt ur Johan Persson Geddas karta över Umeå socken från 1661, där Klabböle ses söder om älven. De röda prickarna anger antalet skattande hemman. Det något otydliga karttecknet i älven strax ovanför Klabböle betyder laxfiske.